# Nactus kunan
Espèce
Nactus kunan est une espèce de geckos de la famille des Gekkonidae.

## Répartition
Cette espèce est endémique de Manus dans les îles de l'Amirauté en Papouasie-Nouvelle-Guinée.

## Description

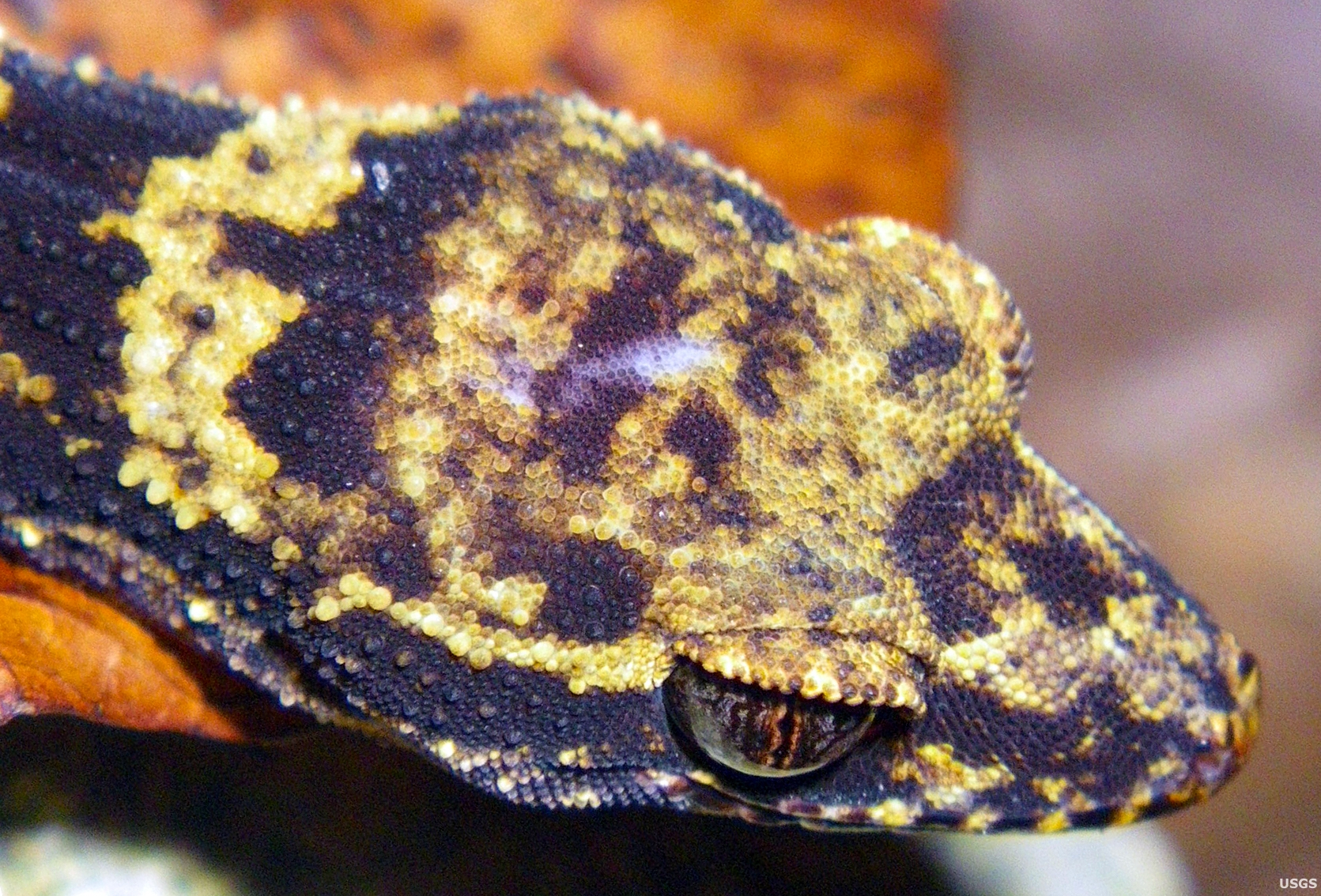
Nactus kunan, détail de la tête.

L'holotype de Nactus kunan, une femelle adulte, mesure 113,6 mm dont 57 mm pour la queue. Cette espèce a la face dorsale et les flancs alternant des bandes transversales noires et jaunes. Généralement la pointe du museau est jaune et la première bande noire se situe au niveau de la nuque. Sa face ventrale est brun sombre, du menton jusqu'à la base de la queue.

## Étymologie
Son nom d'espèce, issu d'un terme nali signifiant « bourdon », lui a été donné en référence aux rayures jaunes et noires de son corps.

## Galerie

Nactus kunan
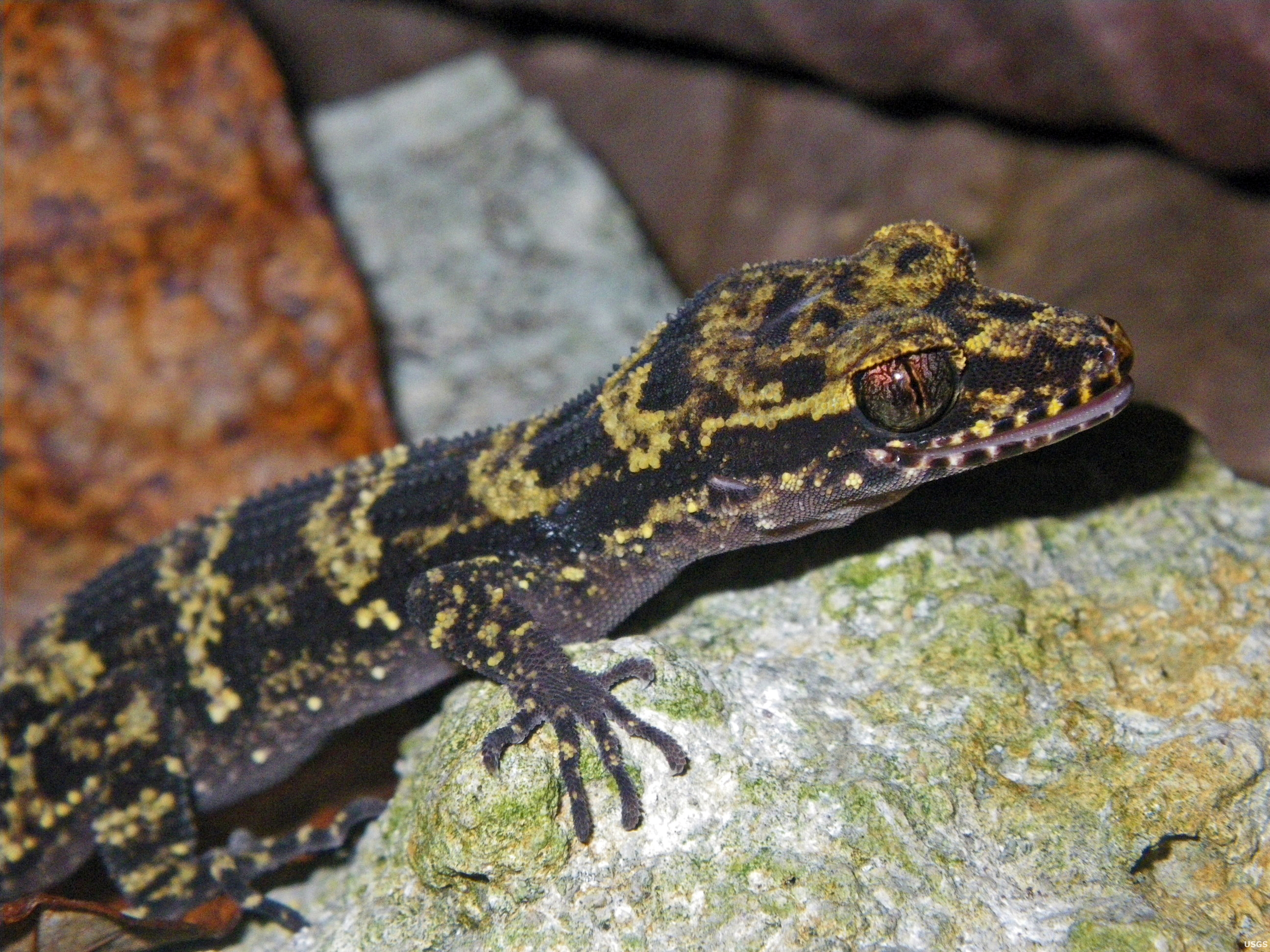
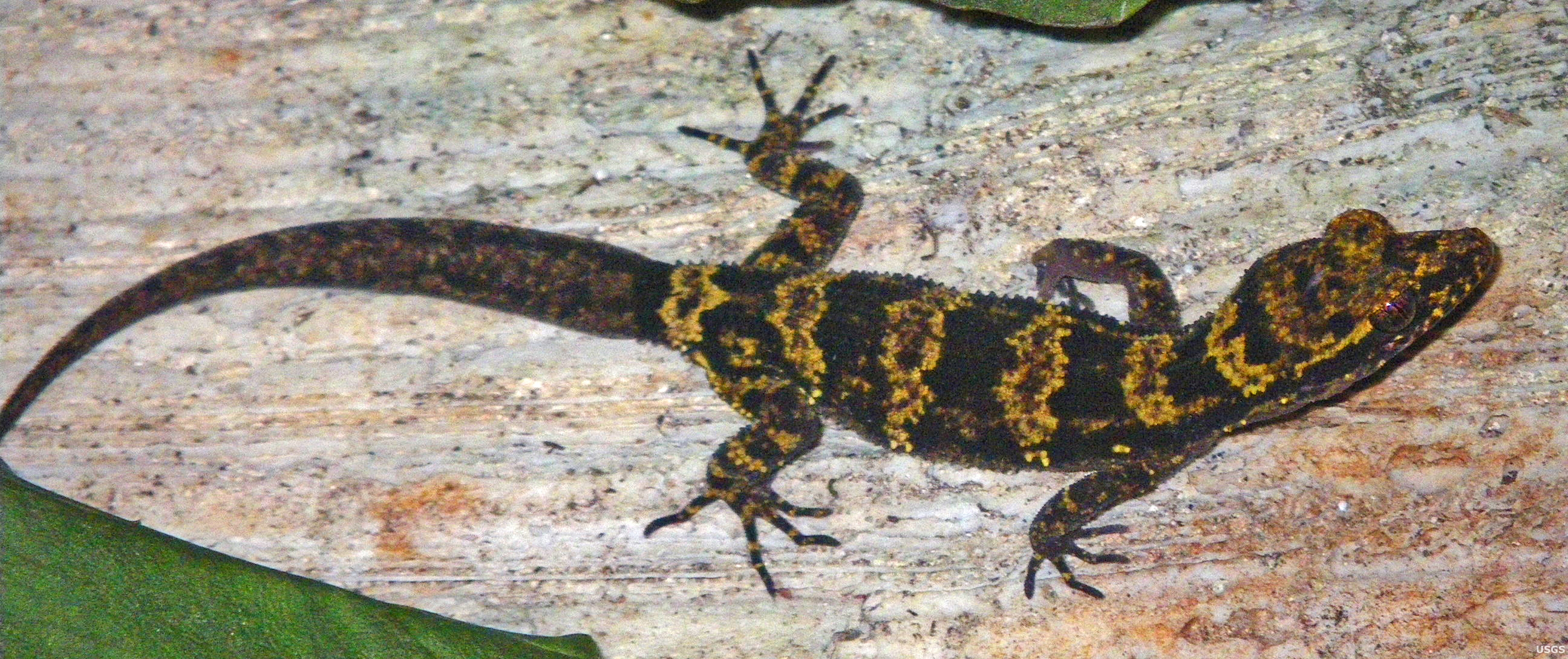

## Publication originale
- Zug & Fisher, 2012 : A preliminary assessment of the Nactus pelagicus species group (Squamata: Gekkonidae) in New Guinea and a new species from the Admiralty Islands. Zootaxa, no 3257, p. 22–37 (texte intégral).